# Società Sportiva Monopoli 1966 2019-2020
Questa voce raccoglie le informazioni riguardanti la Società Sportiva Monopoli 1966 nelle competizioni ufficiali della stagione 2019-2020.

## Divise e sponsor
Lo sponsor tecnico per la stagione 2019-2020 è Joma, mentre gli sponsor ufficiali sono Autoservice Cocozza e Klimaitalia.

## Organigramma societario
Area direttiva
- Patron: Onofrio Lopez
- Presidente e Amministratore Unico: Avv. Alessandro Laricchia
- Segretario generale: Giuseppe Sipone
- General manager: Fabio De Carne
- Direttore gestionale con delega alle relazioni esterne e istituzionali: Paolo Tavano
- SLO: Angelo Cipulli
- Delegato alla sicurezza: Vito Cipulli

Area comunicazione e marketing
- Marketing e commerciale: Agenzia Sport in Progress
- Responsabile comunicazione e stampa: Marco Amatulli
- Grafica e siti web: Renzo Dibello
- Fotografo e videomaker: Gabriele Latorre
- Area digital e social: Donato Barletta

Area sportiva
- Responsabile area tecnica: Massimo Cerri
- Team manager: Pasquale Esposito
- Addetto agli arbitri: Stefano Viola

Area tecnica
- Allenatore: Giorgio Roselli (fino al 2 settembre 2019), poi Giuseppe Scienza
- Vice Allenatore: Nicola Losacco (fino al 2 settembre 2019), poi Giacomo Ferrari
- Allenatore dei portieri:Francesco Monaco
- Collaboratore tecnico: (dal 3 settembre 2019) Nicola Losacco
- Preparatore atletico: Agostino Marras (fino al 2 settembre 2019), poi Claudio Lenoci

Area sanitaria
- Responsabile sanitario: Dott. Paolo Amico
- Coordinatore: Prof. Onofrio Resta
- Medico: Dott. Bartolo Allegrini
- Fisioterapista: Claudio Centrone, Donatello Zaino

## Rosa
Rosa e numerazione ufficiale aggiornate al 31 gennaio 2020.
| N. |                     | Ruolo | Calciatore          |
| -- | ------------------- | ----- | ------------------- |
| 1  | Italia (bandiera)   | P     | Vittorio Antonino   |
| 3  | Italia (bandiera)   | D     | Mario Mercadante    |
| 4  | Italia (bandiera)   | C     | Francesco Giorno    |
| 5  | Italia (bandiera)   | D     | Matteo Arena        |
| 6  | Italia (bandiera)   | D     | Simone Pecorini     |
| 7  | Italia (bandiera)   | A     | Francesco Salvemini |
| 8  | Italia (bandiera)   | C     | Marco Piccinni      |
| 9  | Italia (bandiera)   | A     | Luigi Cuppone       |
| 10 | Italia (bandiera)   | C     | Vittorio Triarico   |
| 11 | Italia (bandiera)   | A     | Ettore Mendicino    |
| 11 | Bulgaria (bandiera) | C     | Radoslav Conev      |
| 12 | Italia (bandiera)   | P     | Joakim Milli        |
| 12 | Italia (bandiera)   | P     | Lorenzo Bozzi       |
| 14 | Italia (bandiera)   | D     | Daniele Cavallari   |
| 14 | Italia (bandiera)   | D     | Filippo Oliana      |
| 15 | Italia (bandiera)   | D     | Gianmarco Antonacci |
| 16 | Italia (bandiera)   | D     | Andrea Maestrelli   |

| N. |                       | Ruolo | Calciatore              |
| -- | --------------------- | ----- | ----------------------- |
| 17 | Italia (bandiera)     | C     | Daniele Donnarumma      |
| 18 | Italia (bandiera)     | C     | Alessio Tuttisanti      |
| 19 | Italia (bandiera)     | A     | Christian Mariano       |
| 20 | Italia (bandiera)     | C     | Giuseppe Carriero       |
| 21 | Grecia (bandiera)     | D     | Arensi Rota             |
| 22 | Italia (bandiera)     | P     | Pietro Menegatti        |
| 23 | Italia (bandiera)     | A     | Giuseppe Fella          |
| 24 | Italia (bandiera)     | C     | Cristian Nina           |
| 25 | Italia (bandiera)     | A     | Riccardo Moreo          |
| 26 | Italia (bandiera)     | A     | Michele Ferrara         |
| 27 | Italia (bandiera)     | A     | Giacomo D'Addabbo       |
| 28 | Italia (bandiera)     | D     | Ciro De Franco          |
| 30 | Montenegro (bandiera) | D     | Cristian Hadžiosmanović |
| 31 | Italia (bandiera)     | D     | Massimo Tazzer          |
| 32 | San Marino (bandiera) | A     | Nicola Nanni            |
| 33 | Brasile (bandiera)    | A     | Jefferson               |

## Calciomercato

### Sessione estiva(dal 01/07 al 02/09)
| Acquisti | Acquisti                | Acquisti     | Acquisti      |
| R.       | Nome                    | da           | Modalità      |
| -------- | ----------------------- | ------------ | ------------- |
| A        | Tommy Maistrello        | L.R. Vicenza | gratuito      |
| C        | Alessio Tuttisanti      | Fasano       | gratuito      |
| P        | Pietro Menegatti        | Montegiorgio | gratuito      |
| A        | Giuseppe Fella          | Cavese       | gratuito      |
| D        | Matteo Arena            | Foggia       | gratuito      |
| D        | Massimo Tazzer          | Genoa        | gratuito      |
| D        | Daniele Cavalieri       | Rimini       | gratuito      |
| P        | Vittorio Antonino       | Taranto      | gratuito      |
| C        | Vittorio Triarico       | Bisceglie    | gratuito      |
| D        | Simone Pecorini         | Cuneo        | gratuito      |
| A        | Nicola Nanni            | Crotone      | prestito      |
| C        | Francesco Giorno        | Parma        | definitivo    |
| A        | Jefferson               | Monza        | definitivo    |
| P        | Joakim Milli            | Lecce        | prestito      |
| A        | Luigi Cuppone           | Pisa         | prestito      |
| A        | Riccardo Moreo          | Cosenza      | prestito      |
| D        | Cristian Hadžiosmanović | Sampdoria    | prestito      |
| C        | Giuseppe Carriero       | Parma        | prestito      |
| D        | Andrea Maestrelli       | Arezzo       | prestito      |
| C        | Marco Piccinni          | Potenza      | prestito      |
| C        | Gabriele Carannate      | Parma        | prestito      |
| A        | Francesco Salvemini     | Potenza      | prestito      |
| D        | Loris Bacchetti         | Cavese       | fine prestito |
| P        | Giuseppe Convertini     | Brindisi     | fine prestito |

| Cessioni | Cessioni            | Cessioni     | Cessioni              |
| R.       | Nome                | a            | Modalità              |
| -------- | ------------------- | ------------ | --------------------- |
| D        | Loris Bacchetti     | Gubbio       | gratuito              |
| A        | Federico Gerardi    | Rimini       | gratuito              |
| D        | Antonio Mangione    | Fasano       | gratuito              |
| A        | Tommy Maistrello    | Fermana      | gratuito              |
| C        | Dimitros Sounas     | Reggina      | gratuito              |
| C        | Federico Scoppa     | L.R. Vicenza | gratuito              |
| P        | Giuseppe Convertini | Ostuni       | gratuito              |
| A        | Doudou Mangni       | Atalanta     | diritto di riacquisto |
| C        | Enrico Zampa        | Rieti        | prestito              |
| D        | Mattia Sanzone      |              | svincolato            |
| C        | Vittorio Fabris     |              | svincolato            |
| C        | Matteo Montinaro    |              | svincolato            |
| D        | Alessandro Bastrini |              | svincolato            |
| C        | Gabriele Carannate  | Parma        | fine prestito         |
| C        | Lorenzo Paolucci    | Pescara      | fine prestito         |
| D        | Riccardo Gatti      | Atalanta     | fine prestito         |
| P        | Lorenzo Crisanto    | Roma         | fine prestito         |
| A        | Filippo Berardi     | Torino       | fine prestito         |
| A        | Francesco Salvemini | Potenza      | fine prestito         |
| P        | Marco Pissardo      | Inter        | fine prestito         |
| C        | Giuseppe Maimone    | Lecce        | fine prestito         |
| D        | Daniele Cavallari   | Rimini       | fine prestito         |

### Sessione invernale(dal 2 gennaio al 31 gennaio)
| Acquisti | Acquisti             | Acquisti | Acquisti      |
| R.       | Nome                 | da       | Modalità      |
| -------- | -------------------- | -------- | ------------- |
| P        | Alessandro Galitelli | Martina  | fine prestito |
| D        | Filippo Oliana       | Rimini   | gratuito      |
| C        | Radoslav Conev       | Lecce    | prestito      |

| Cessioni | Cessioni              | Cessioni       | Cessioni      |
| R.       | Nome                  | a              | Modalità      |
| -------- | --------------------- | -------------- | ------------- |
| D        | Daniele Cavallari     | Rimini         | gratuito      |
| A        | Ettore Mendicino      | Rimini         | gratuito      |
| P        | Alessandro Gallitelli | Corato         | gratuito      |
| D        | Michele Ferrara       | Sicula Leonzio | prestito      |
| P        | Joakim Milli          | Lecce          | fine prestito |

## Risultati

### Serie C

#### Girone di andata
| Arbitro: | Angelucci (Rieti) |

|           |           |  |
| Fella 81’ | Marcatori |  |

| Arbitro: | Marcenaro (Como) |

|                    |           |  |
| Schiavino 11’, 45’ | Marcatori |  |

| Arbitro: | D'Ascanio (Ancona) |

|  |           |             |
|  | Marcatori | 52’ Kanoute |

| Arbitro: | Carrione (Castellammare di Stabia) |

|  |           |                         |
|  | Marcatori | 48’ Fella 78’ Jefferson |

| Arbitro: | Cudini (Fermo) |

|                                                    |           |                                |
| Carriero 16’ Piccinni 57’ Fella 72’ Donnarumma 89’ | Marcatori | 19’ Mazzarani 54’ (aut.) Rotas |

| Arbitro: | Gariglio (Pinerolo) |

|                      |           |                        |
| Antenucci 35’ (rig.) | Marcatori | 45+5’ (rig.) Jefferson |

| Arbitro: | Rutella (Enna) |

|                              |           |  |
| Iotti 2’ (aut.) Jefferson 7’ | Marcatori |  |

| Arbitro: | Moriconi (Roma) |

|            |           |                        |
| Bariti 35’ | Marcatori | 19’ Piccinni 76’ Fella |

| Arbitro: | Galipò (Firenze) |

|  |           |               |
|  | Marcatori | 60’ Jefferson |

| Arbitro: | Tremolada (Monza) |

|              |           |                                       |
| Carriero 32’ | Marcatori | 27’ (rig.) Bellomo 49’ (rig.) Corazza |

| Arbitro: | Kumara (Verona) |

|                    |           |           |
| Zito 48’ Longo 74’ | Marcatori | 59’ Fella |

| Arbitro: | Marcenaro (Genova) |

|                                             |           |  |
| Cuppone 28’ Fella 51’ (rig.) Mercadante 62’ | Marcatori |  |

| Arbitro: | Marini (Trieste) |

|             |           |                       |
| Rossini 36’ | Marcatori | 12’ Fella 19’ Cuppone |

| Arbitro: | Carrione (Castellammare di Stabia) |

|           |           |  |
| Fella 12’ | Marcatori |  |

| Arbitro: | Vigile (Cosenza) |

|                        |           |             |
| Fella 32’ Carriero 45’ | Marcatori | 37’ Montero |

| Arbitro: | Feliciani (Teramo) |

|             |           |  |
| Spaltro 38’ | Marcatori |  |

| Arbitro: | Bitonti (Bologna) |

|                               |           |  |
| Fella 44’, 90+3’ Carriero 55’ | Marcatori |  |

| Arbitro: | Zufferli (Udine) |

|  |           |           |
|  | Marcatori | 45’ Fella |

| Arbitro: | Santoro (Messina) |

|  |           |                               |
|  | Marcatori | 27’ Parisi 49’ Di Paolantonio |

#### Girone di ritorno
| Arbitro: | Monaldi (Macerata) |

|  |           |                    |
|  | Marcatori | 32’ Hadžiosmanović |

| Arbitro: | Di Graci (Como) |

|  |           |           |
|  | Marcatori | 74’ Calil |

| Arbitro: | Marchetti (Ostia Lido) |

|                 |           |                         |
| Fischnaller 33’ | Marcatori | 81’ Fella 90+3’ Cuppone |

| Monopoli 26 gennaio 2020, ore 15:00 CET 23ª giornata | Monopoli       | 0 – 0 referto | Ternana | Stadio Vito Simone Veneziani\| Arbitro: \| Colombo (Como) \| |
| Arbitro:                                             | Colombo (Como) |               |         |                                                              |

| Arbitro: | Marcenaro (Genova) |

|  |           |                          |
|  | Marcatori | 17’ Fella 66’ Donnarumma |

| Arbitro: | Vigile (Cosenza) |

|                         |           |                           |
| Fella 15’ Jefferson 52’ | Marcatori | 6’ Antenucci 59’ Sabbione |

| Arbitro: | Gariglio (Pinerolo) |

|  |           |                                     |
|  | Marcatori | 10’ Fella 12’ Tazzer 43’ Mercadante |

| Arbitro: | Miele (Nola) |

|  |           |             |
|  | Marcatori | 70’ Lescano |

| Arbitro: | Scatena (Avezzano) |

|             |           |  |
| Fella 90+1’ | Marcatori |  |

| Arbitro: | D'Ascanio (Ancona) |

|  |           |                            |
|  | Marcatori | 70’ Salvemini 87’ Piccinni |

| Arbitro: | Vigile (Cosenza) |

|  |           |              |
|  | Marcatori | 90+3’ Corado |

| Potenza 14 marzo 2020, ore 20:45 CET 31ª giornata | Potenza | – Campionato concluso a causa della pandemia da COVID-19. | Monopoli | Stadio Alfredo Viviani |

| Monopoli 22 marzo 2020, ore 17:30 CET 32ª giornata | Monopoli | – | Rende | Stadio Vito Simone Veneziani |

| Viterbo 26 marzo 2020, ore 20:45 CET 33ª giornata | Viterbese Castrense | – | Monopoli | Stadio Enrico Rocchi |

| Bisceglie 29 marzo 2020, ore 17:30 CEST 34ª giornata | Bisceglie | – | Monopoli | Stadio Gustavo Ventura |

| Monopoli 5 aprile 2020, ore 17:30 CEST 35ª giornata | Monopoli | – | Cavese | Stadio Vito Simone Veneziani |

| Francavilla Fontana 11 aprile 2020, ore 17:30 CEST 36ª giornata | Virtus Francavilla | – | Monopoli | Giovanni Paolo II |

| Monopoli 19 aprile 2020, ore 15:00 CEST 37ª giornata | Monopoli | – | AZ Picerno | Stadio Vito Simone Veneziani |

| Avellino 25 aprile 2020, ore 15:00 CEST 38ª giornata | Avellino | – | Monopoli | Stadio Partenio-Adriano Lombardi |

### Play-off
| Arbitro: | Gariglio (Pinerolo) |

|  |           |             |
|  | Marcatori | 57’ Salzano |

### Coppa Italia

#### Turni eliminatori
| Arbitro: | Carrione (Castellammare di Stabia) |

|                                             |           |          |
| De Franco 3’ Donnarumma 8’, 35’ Cuppone 87’ | Marcatori | 20’ Tehe |

| Arbitro: | Di Bello (Brindisi) |

|                      |           |  |
| Mendicino 89’ (rig.) | Marcatori |  |

| Arbitro: | Maresca (Napoli) |

|                                                   |           |             |
| Trotta 31’, 35’ Ciano 57’ Citro 68’ Brighenti 74’ | Marcatori | 82’ Ferrara |

### Coppa Italia Serie C
| Arbitro: | Acanfora (Castellammare di Stabia) |

|                              |           |  |
| Fischnaller 49’ Giannone 75’ | Marcatori |  |

## Statistiche

### Statistiche di squadra
Statistiche aggiornate all'8 marzo 2020.
| Competizione         | Punti       | In casa | In casa | In casa | In casa | In casa | In casa | In trasferta | In trasferta | In trasferta | In trasferta | In trasferta | In trasferta | Totale | Totale | Totale | Totale | Totale | Totale | D.R. |
| Competizione         | Punti       | G       | V       | N       | P       | GF      | GS      | G            | V            | N            | P            | GF           | GS           | G      | V      | N      | P      | GF     | GS     | D.R. |
| -------------------- | ----------- | ------- | ------- | ------- | ------- | ------- | ------- | ------------ | ------------ | ------------ | ------------ | ------------ | ------------ | ------ | ------ | ------ | ------ | ------ | ------ | ---- |
| Serie C              | 57          | 16      | 8       | 2       | 6       | 20      | 13      | 14           | 10           | 1            | 3            | 20           | 9            | 30     | 18     | 3      | 9      | 40     | 22     | +18  |
| Coppa Italia         | Terzo Turno | 2       | 2       | 0       | 0       | 5       | 1       | 1            | 0            | 0            | 1            | 1            | 5            | 3      | 2      | 0      | 1      | 6      | 6      | 0    |
| Coppa Italia Serie C | Sedicesimi  | 0       | 0       | 0       | 0       | 0       | 0       | 1            | 0            | 0            | 1            | 0            | 2            | 1      | 0      | 0      | 1      | 0      | 2      | -2   |
| Totale               | 57          | 18      | 10      | 2       | 6       | 25      | 14      | 16           | 10           | 1            | 5            | 21           | 16           | 34     | 21     | 3      | 10     | 46     | 30     | +16  |

### Andamento in campionato
| Giornata  | 1 | 2  | 3  | 4  | 5 | 6 | 7 | 8 | 9 | 10 | 11 | 12 | 13 | 14 | 15 | 16 | 17 | 18 | 19 | 20 | 21 | 22 | 23 | 24 | 25 | 26 | 27 | 28 | 29 | 30 | 31 | 32 | 33 | 34 | 35 | 36 | 37 | 38 |
| --------- | - | -- | -- | -- | - | - | - | - | - | -- | -- | -- | -- | -- | -- | -- | -- | -- | -- | -- | -- | -- | -- | -- | -- | -- | -- | -- | -- | -- | -- | -- | -- | -- | -- | -- | -- | -- |
| Luogo     | C | T  | C  | T  | C | T | C | T | T | C  | T  | C  | T  | C  | C  | T  | C  | T  | C  | T  | C  | T  | C  | T  | C  | T  | C  | C  | T  | C  | T  | C  | T  | T  | C  | T  | C  | T  |
| Risultato | V | P  | P  | V  | P | N | V | V | V | P  | P  | V  | V  | V  | V  | P  | V  | V  | P  | V  | P  | V  | N  | V  | N  | V  | P  | V  | V  | P  |    |    |    |    |    |    |    |    |
| Posizione | 7 | 13 | 14 | 12 | 6 | 7 | 5 | 5 | 3 | 4  | 5  | 5  | 3  | 3  | 2  | 4  | 4  | 2  | 4  | 4  | 5  | 4  | 4  | 4  | 3  | 3  | 3  | 3  | 3  | 3  |    |    |    |    |    |    |    |    |

Fonte:  Serie C - Girone C, su calcio.com.
Legenda:

Luogo: C = Casa; T = Trasferta. Risultato: V = Vittoria; N = Pareggio; P = Sconfitta.